# آکوش تولنایی
آکوش تولنایی (به مجاری: Ákos Tolnay) فیلم‌نامه‌نویس، تهیه‌کننده فیلم و بازیگر اهل مجارستان بود که بیشتر در سینمای ایتالیا فعالیت داشت.
از فیلم‌هایی که وی در آن‌ها نقش داشته است، می‌توان به رم، شهر بی‌دفاع، کاراواجو، صدای سکوت، و تهران اشاره نمود.